# Sânpetru Mare
Sânpetru Mare là một xã thuộc hạt Timiș, România. Dân số thời điểm năm 2002 là 5844 người.